# Религиозный терроризм

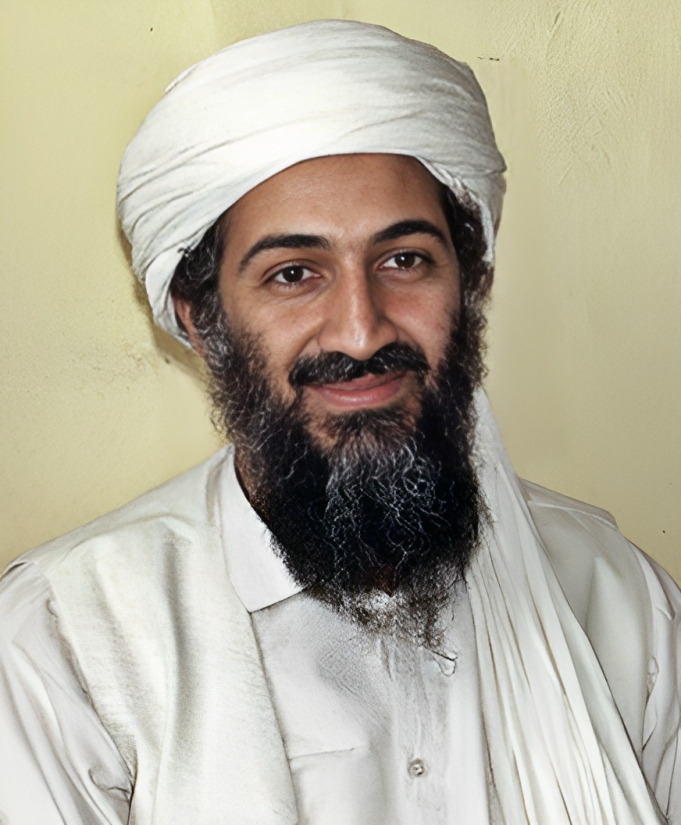
Усама бен Ладен, один из известнейших приверженцев течения «Салафизм». Салафитский джихадист и основатель «Аль-Каиды».

Религиозный терроризм — вид терроризма, приверженцы которого используют религиозные убеждения и/или идентичность как стратегию для достижения целей. 
В современную эпоху, после упадка таких идей, как божественное право королей, и с ростом национализма, терроризм всё чаще основывается на анархизме и революционной политике. Однако с 1980 года наблюдается рост активности террористов, которые используются религию как мотивацию.  
Однако политологи Роберт Пейп и Терри Нардин, социальный психолог Брук Роджерс, а также социолог и религиовед Марк Юргенсмейер утверждают, что религию следует рассматривать лишь как один из второстепенных факторов, и что такой терроризм в первую очередь носит геополитический характер.
Ярким примером экстремистских идеологий может служить салафитский джихадизм.

## Определение
Юргенсмейер определяет религиозный терроризм как действия, которые вызывают ужас, определение которых дается свидетелями – теми, кто испытывает ужас, а не стороной, совершающей акт; сопровождаемые религиозной мотивацией, оправданием, организацией или мировоззрением.  Религия иногда используется в сочетании с другими факторами, а иногда и как основная мотивация. Религиозный терроризм тесно связан с нынешними геополитическими силами.

## Виды

### Исламский терроризм (джихадизм)
Термин «джихадизм» используется с 1990-х годов . Впервые его использовали индийские и пакистанские средства массовой информации, а также французские ученые, которые использовали более точный термин «Салафитский джихадизм (или джихадисткий салафизм)». Французский политолог и востоковед Жиль Кепель выделил особую салафитскую форму джихадизма в 1990-х годах .
Различают салафитский джихадизм и деобандийский джихадизм . К салафитским джихадистким организациям относятся: Салафия Джихадия, Аль-Каида, ИГИЛ, Салафитская группа проповеди и джихада, Боко харам, Аш-Шабаб, Хизбут Тахрир, Салафитская армия Абу Бакра, Салафитская армия Джайш аль-Умма, Имарат Кавказ, Дава ФФМ, Die Wahre Religion, Марокканская боевая группа и другие. Хотя Талибан является деобандийской, а не салафитской, но они тесно сотрудничали с салафитом Усама бен Ладеном и различными лидерами салафитских джихадистов.

### Салафитский джихадизм
Салафизм — течение в суннитском исламе, объединяющее мусульманских религиозных деятелей, которые в разные периоды выступали с призывами ориентироваться на образ жизни праведных предков (салаф), квалифицируя как «бида» все позднейшие нововведения в указанных сферах, начиная с методов символико-аллегорической трактовки Корана и заканчивая всевозможными новшествами, привнесёнными в мусульманский мир его контактами с Западом.
К салафитам причисляются, например, Ибн Таймия, Мухаммад ибн Абд аль-Ваххаб и идеологи ассоциации «Братья-мусульмане».
По словам Брюса Ливси, на 2005 год салафитские джихадисты распространяли своё влияние в Европе, предприняв более 30 попыток террористических атак в странах ЕС с сентября 2001 года по начало 2005 года.
Британский писатель Шираз Махер, автор книги «Салафитский джихадизм: история идеи», прослеживает истоки этого конкретного течения до Ибн Таймии и теолога XVIII века Мухаммада ибн Абд аль-Ваххаба.
Салафитский джихадизм религиозно-политическая суннитская идеология, которая стремится установить всемирный халифат, путем ведения борьбы и войны против немусульман и оправданием насильственного свержения местных мусульманских правительств как «ближнего врага» с целью установления законов шариата.
Джихадисты салафизма интерпретируют исламские священные писания «в их самом буквальном смысле», что, по утверждению её приверженцев, приведёт к возвращению к истинному исламу.

#### Идеологи салафитского джихадизма
Идеологами салафитского джихадизма были арабские ветераны афганского джихада: Абу Катада аль-Филистини, Абу Хамза аль-Масри, и другие. Мохаммед Юсуф, основатель нигерийской салафитской группировки «Боко Харам»; Омар Бакри Мухаммад, Абу Бакр аль-Багдади, лидер «ИГИЛ» и другие.

#### Усама бен Ладен
Самым известным лидером салафитских джихадистов был Усама бен Ладен. Шагом по направлению к началу мирового «салафитского джихадизма» стало объявление 8 августа 1996 года Усамой бен Ладеном «Войны против американцев, занявших землю Двух Святынь».

#### Абу Хамза аль-Масри

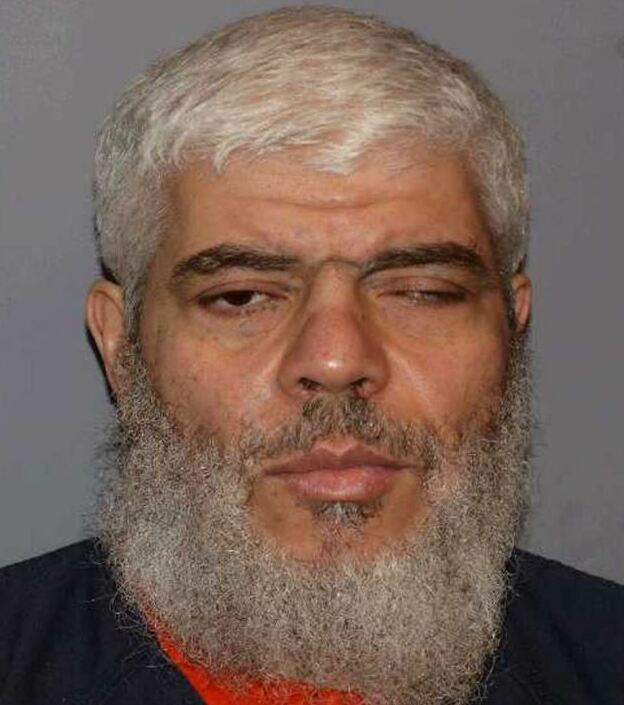
Абу Хамза аль-Масри. Салафитский джихадист и террорист

Абу Хамза аль-Масри — радикальный салафитский джихадист и террорист. В 1979 году уехал в Великобританию. В 1987 году совершил хадж, во время которого познакомился с основателем движения афганских моджахедов Абдуллой Аззамом.
В 2012 году Европейский суд по правам человека в Страсбурге разрешил экстрадицию в США аль-Масри и ещё четырёх обвиняемых в терроризме. Абу Хамза аль-Масри был экстрадирован в США 5 октября 2012 года.
В ходе судебного процесса 7 мая 2014 года выяснилось, что Абу Хамза аль Масри работал на британскую контрразведку MI 5.

#### Абу Бакр аль-Багдади
Абу Бакр аль-Багдади — салафитский джихадист и лидер салафитской группировки «ИГИЛ»

#### Другие салафитские идеологи
Другие ведущие фигуры в салафитском джихадистском движении включают Анвара аль-Авлаки, бывшего лидера «Аль-Каиды» на Аравийском полуострове (АКАП); Абу Бакар Башир, лидер запрещенной индонезийской боевой группировки (Джемаа Исламия); Насир аль-Фахд, саудовский салафитско-джихадистский ученый, выступающий против саудовского государства и, как сообщается, присягнувший на верность ИГИЛ. Некоторые салафитские богословы осудили доктрины салафитского джихадизма как бидаа («нововведение») и «ересь».

### Салафитские джихадисткие организации
К «салафитским» джихадистским группировкам относятся «Аль-Каида», ныне несуществующая «Алжирская вооруженная исламская группа» (ВИГ) и египетская группировка «Аль-Гамаа аль-Исламия»,
Во время гражданской войны в Алжире 1992—1998 годов ВИГ была одной из двух основных салафитских вооруженных группировок (вторая — Армия Исламского спасения, то есть АИС), сражавшихся с алжирской армией и силами безопасности. Остатки ВИГ продолжили свою деятельность как «Салафитская группа проповеди и боя», которая с 2015 года называет себя «Аль-Каидой в странах исламского Магриба».

#### Салафия Джихадия

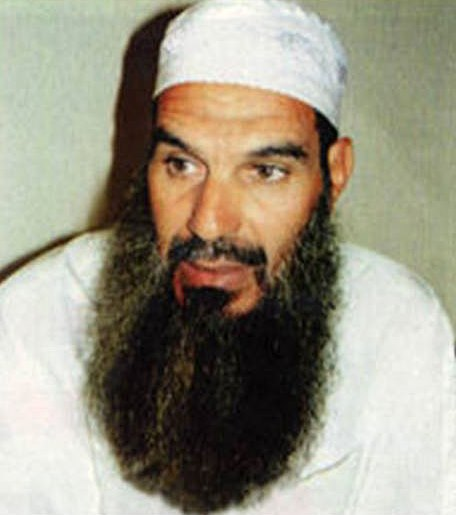
Мухаммед Физази. Идеолог Салафия Джихадия"

Салафия Джихадия организация, которая была активна в Марокко и Испании. Имела связи с «Аль-Каидой» и Марокканской исламской боевой группой. Группировка стала широко известной после терактов в городе Касабланка в 2003 году, когда 12 террористов-смертников убили 33 человек, а 100 были ранены.

#### Аль-Каида
Возможно, самой известной и эффективной салафитской джихадистской группировкой была «Аль-Каида». «Аль-Каида» произошла от «Мактаб аль-Хидамат» (МАК) или «Офиса служб», мусульманской организации, основанной в 1984 году для сбора и распределения средств, а также вербовки иностранных моджахедов для войны против Советского Союза в Афганистане. Она была основана в Пешаваре, Пакистан, Усамой бен Ладеном и Абдуллой Юсуфом Аззамом . Когда стало очевидно, что джихад вынудил советских военных отказаться от своей миссии в Афганистане, некоторые моджахеды призвали к расширению своих операций, включив в них борьбу террористов в других частях мира, и 11 августа 1988 года бен Ладеном была сформирована «Аль-Каида». Члены должны были давать обет (баят) следовать за своими начальниками. «Аль-Каида» делала акцент на джихаде против «дальнего врага», под которым она подразумевала Соединённые Штаты. В 1996 году оно объявило о джихаде с целью изгнания иностранных войск и интересов с территорий, которые оно считало исламскими. Самой крупной террористической операцией считаются теракты 11 сентября против Соединённых Штатов.

#### ИГИЛ
В Сирии и Ираке и «Джабхат ан-Нусра», и ИГИЛ описываются как салафитско-джихадистские группировки. Хассан Хассан, пишущий после побед ИГИЛ в Ираке, считает, что ИГИЛ является отражением «идеологической перестройки традиционного салафизма суннитского ислама» со времен Арабской весны, когда салафизм, «традиционно обращенный внутрь себя и лояльный политическому истеблишменту», «постоянно, хотя и медленно» подрывался салафитским джихадизмом.
Группировка ИГИЛ, которое изначально возглавлял аль-Багдади, было описано как более жестокое, чем «Аль-Каида», и более тесно связанное с ваххабизмом, наряду с салафизмом и салафитским джихадизмом. По словам корреспондента The New York Times Дэвида Д. Киркпатрика, руководство «ИГИЛ» публично заявляет о своей приверженности салафитскому (ваххабитскому) движению в своих «руководящих принципах». Он сообщил, что ИГИЛ распространяло фотографии саудовской религиозной программы.

#### Джабхат ан-Нусра
«Джабхат ан-Нусра» описывается как имеющая «жесткую салафитско-джихадистскую идеологию» и являющаяся одной из «самых эффективных» групп, борющихся с режимом.

#### Имарат Кавказ
В северокавказском регионе России Имарат Кавказ заменил национализм Чечни и Дагестана жесткой салафитско-такфиристской джихадистской идеологией. Они чрезвычайно сосредоточены на соблюдении концепции таухида (чистого монотеизма) и яростно отвергают любую практику ширка, таклида, иджтихада и бид’а . Они также верят в полное разделение между мусульманами и немусульманами, пропагандируя «Аль-Вала валь-Бара» и объявляя такфир любому мусульманину, который (по их мнению) является мушриком (политеистом) и не возвращается к соблюдению таухида и строгому буквальному толкованию Корана и Сунны, как следовали Мухаммед и его сподвижники (сахабы).

#### Боко Харам
«Боко Харам» в Нигерии — это салафитская джихадистская группировка, которая убила десятки тысяч людей, вынудила 2,3 миллиона человек покинуть свои дома.
По словам Мохаммеда М. Хафеза, «по состоянию на 2006 год двумя основными группами в лагере джихадистов-салафитов» в Ираке были Совет шуры моджахедов и группа «Ансар аль-Сунна». В Азербайджане также действует ряд небольших джихадистских салафитских групп.

## Финансирование
Террористическая деятельность во всем мире поддерживается не только организованными системами, которые проповедуют священную войну как высшее призвание, но и законными, незаконными и часто косвенными методами финансирования этих систем; иногда они используют организации, включая благотворительные, в качестве прикрытия для мобилизации или направления источников и средств.  Благотворительность может включать оказание помощи нуждающимся, а подношения или благотворительные приношения являются основополагающими практически для всех религиозных систем, при этом жертвоприношение является продолжением обычая. 

### Распространение и финансирование салафизма правительством Катара и Саудовской Аравии

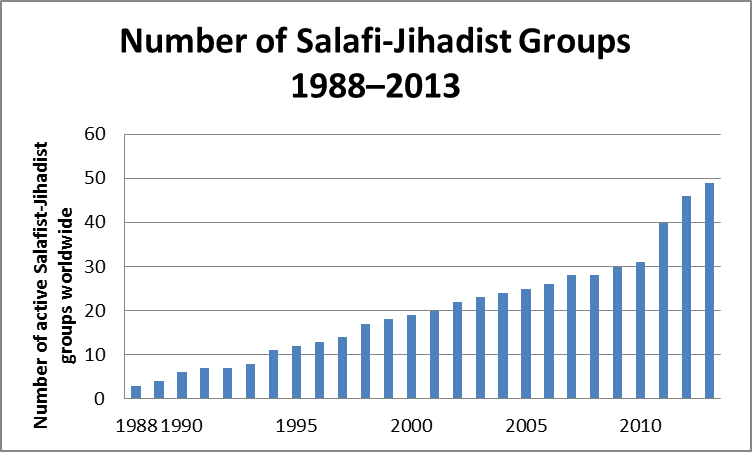
(Данные из книги «Постоянная угроза. Эволюция „Аль-Каиды“ и других салафитских джихадистов», Сет Г. Джонс, 2014 г., рисунок 3.1)

Американские правительство и СМИ обвинили правительство Саудовской Аравии в поддержке джихадистов и терпимости к джихадистской культуре, отметив, что Усама бен Ладен и 15 из 19 угонщиков самолетов 11 сентября были из салафитской Саудовской Аравии. В 2002 году в отчете Целевой группы по борьбе с финансированием терроризма Совета по международным отношениям было установлено, что:
«В течение многих лет частные лица, базирующиеся в Саудовской Аравии, были важнейшим источником финансирования для Аль-Каиды. И в течение многих лет саудовские чиновники закрывали глаза на эту проблему».
В дипломатических телеграммах США, опубликованных WikiLeaks в 2010 году, содержатся жалобы на финансирование суннитских салафитских экстремистов со стороны правительства Катара и Саудовской Аравии.
Утверждается, что некоторые благотворительные организации служат прикрытием для отмывания денег и финансирования терроризма, и что некоторые саудовцы «прекрасно знают, на какие террористические цели будут направлены их деньги».

## Критика концепции
Роберт Пейп составил первую полную базу данных всех задокументированных терактов с участием смертников с 1980 по 2003 год. Он утверждает, что новостные сообщения о терактах с участием смертников вводят в заблуждение: «Существует мало связи между терроризмом с использованием смертников и исламским фундаментализмом или любой другой мировой религией». Изучив 315 атак смертников, совершенных за последние два десятилетия, он приходит к выводу, что действия террористов-смертников обусловлены политическим конфликтом, а не религией. 
Майкл А. Шихан заявил в 2000 году: «Ряд террористических группировок изображают свои цели в религиозных и культурных терминах. Это часто является прозрачной тактикой, призванной скрыть политические цели, вызвать общественную поддержку и заставить замолчать оппозицию». 

Терри Нардин написал:
Основная проблема заключается в том, действительно ли религиозный терроризм отличается по своему характеру и причинам от политического терроризма... Защитники религиозного терроризма обычно рассуждают, применяя общепризнанные моральные принципы... 
Однако использование (или злоупотребление) моральных аргументов на самом деле не отличает религиозных террористов от нерелигиозных, поскольку последние также опираются на такие аргументы для оправдания своих действий... политический терроризм также может быть символическим... отчуждение и лишение собственности... важны и в других видах насилия. 

Короче говоря, возникает вопрос, является ли выражение «религиозный терроризм» чем-то большим, чем просто журналистским удобством. 
Профессор Марк Юргенсмейер писал:
... Религия не невинна. Но обычно это не приводит к насилию. Это происходит только при стечении особого набора обстоятельств – политических, социальных и идеологических, – когда религия сливается с агрессивными проявлениями социальных устремлений, личной гордости и движениями за политические перемены.  :10
и
Использование термина «террорист» для описания актов насилия зависит от того, считает ли человек эти акты оправданными. Во многом использование этого термина зависит от мировоззрения человека: если мир воспринимается как мирный, акты насилия воспринимаются как терроризм. Если считается, что мир находится в состоянии войны, акты насилия могут считаться законными. Их можно рассматривать как упреждающие удары, как оборонительную тактику в продолжающихся сражениях или как символы, указывающие миру на то, что он действительно находится в состоянии серьезного и окончательного конфликта.  :9
Дэвид Купелян писал: «В геноцидном безумии нельзя винить какую-то определенную философию или религию» .  
2 июля 2013 года в Лахоре 50 мусульманских ученых из Совета суннитов Иттихад (SIC) издали коллективную фетву против терактов-смертников, убийства невинных людей, взрывов и целенаправленных убийств, объявив их харамом или запрещенными . 